# Einlasseckenhobel
Der Einlasseckenhobel ist ein Handhobel zur spanenden Bearbeitung von Holz. Er dient dem Herstellen von Vertiefungen für Fensterwinkel, den „Einlassecken“, sowie Scharnieren und anderen Beschlägen.
Einlasseckenhobel haben einen schmalen Hobelkörper. Durch das lange, offene Hobelmaul wird das Arbeiten am Anriss erleichtert. 